# 克洛弗鎮區 (明尼蘇達州派恩縣)
克洛弗鎮區（英語：Clover Township）是位於美國明尼蘇達州派恩縣的一個行政鎮區。

## 地方資料
克洛弗鎮區的面積為93.73平方千米，當中陸地面積為93.22平方千米，而水域面積為0.51平方千米。根據2020年美國人口普查的數據，當地共有人口366人，而人口密度為每平方千米3.9人。